# La Tendresse (film, 2013)
Pour les articles homonymes, voir La Tendresse.
Pour plus de détails, voir Fiche technique et Distribution.
La Tendresse est un film belge de comédie réalisé par Marion Hänsel, sorti en 2013.

## Synopsis
Après une séparation de quinze ans, Frans et Lisa se retrouvent au chevet de leur fils Jack, hospitalisé dans les Alpes après un grave accident de ski. Deux jours à passer ensemble, en se demandant si, au bout de quinze ans, la dernière chose qu'ils ont en commun n'est pas leur fils...

## Distribution
- Marilyne Canto : Lise
- Olivier Gourmet : Frans
- Adrien Jolivet : Jack
- Margaux Chatelier : Alison
- Sergi López : Léo, le marin
- Hilde Heijnen : Antje
- Romain David : Clément
- Dean Mechemache : Rachid
- Sylvain Zind : Sylvain
- Valérie Gil : Yvette
- Jérôme Fonlupt : Hervé
- Justine Bosco : Lucie
- Mehdi Senoussi : Saïd
- Gwen Berrou : la femme de ménage à la station-service
- Jean-Marc Michelangeli : le médecin chirurgien
- Yaëlle Steinmann : l'infirmière
- Claire Charré : le réceptionniste à l'hôpital
- Patrick Massieu : le chauffeur de camion au péage

## Sélection
- Festival du film de Sydney 2013 : sélection « Features »